# بهار شکوفه‌های هلو

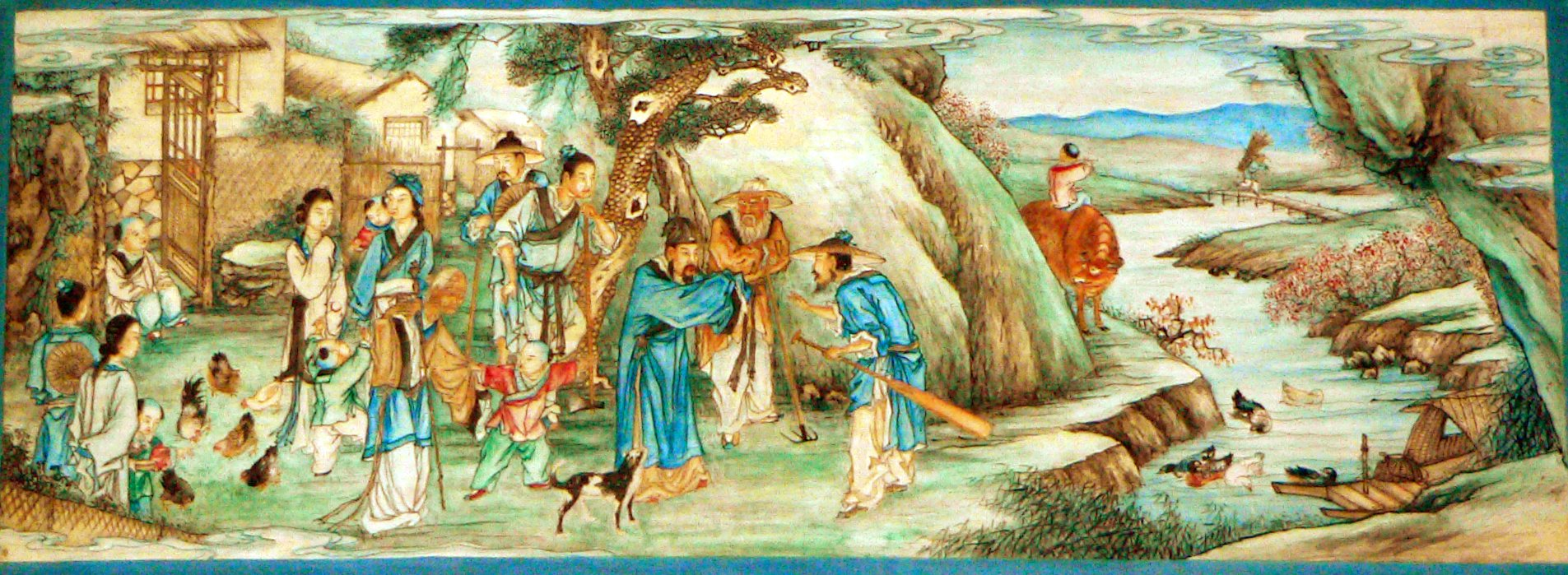
تصویر داستان روی نقاشی دالان طولانی، کاخ تابستانی، پکن

بهار شکوفه‌های هلو (چینی سنتی: 桃花源記; پین‌یین: Táohuā Yuán Jì; به معنای «منبع شکوفه‌های هلو») یا داستان بهار شکوفه‌های هلو یا سرزمین شکوفه‌های هلو، افسانه‌ای نوشتۀ تائو ژیان در سال ۴۲۱ میلادی بود. داستان این افسانه دربارۀ کشف اتفاقی یک آرمان‌شهر اثیری بود که مردمان آن برای قرن‌های متمادی یک زندگی ایده‌آل در هماهنگی با طبیعت، و بدون اطلاع از دنیای بیرون، داشتند. عبارت بهار شکوفه‌های هلو می‌تواند برای توصیف مکانی ایده‌آل و زیبا و آرامش‌بخش به کار رود، اگرچه گاهی اوقات برای اشاره به رویایی غیرواقعی نیز به کار می‌رود.

یک نقاشی با موضوع «بهار شکوفه هلو» اثر کیو یینگ (۱۴۹۴–۱۵۵۲)

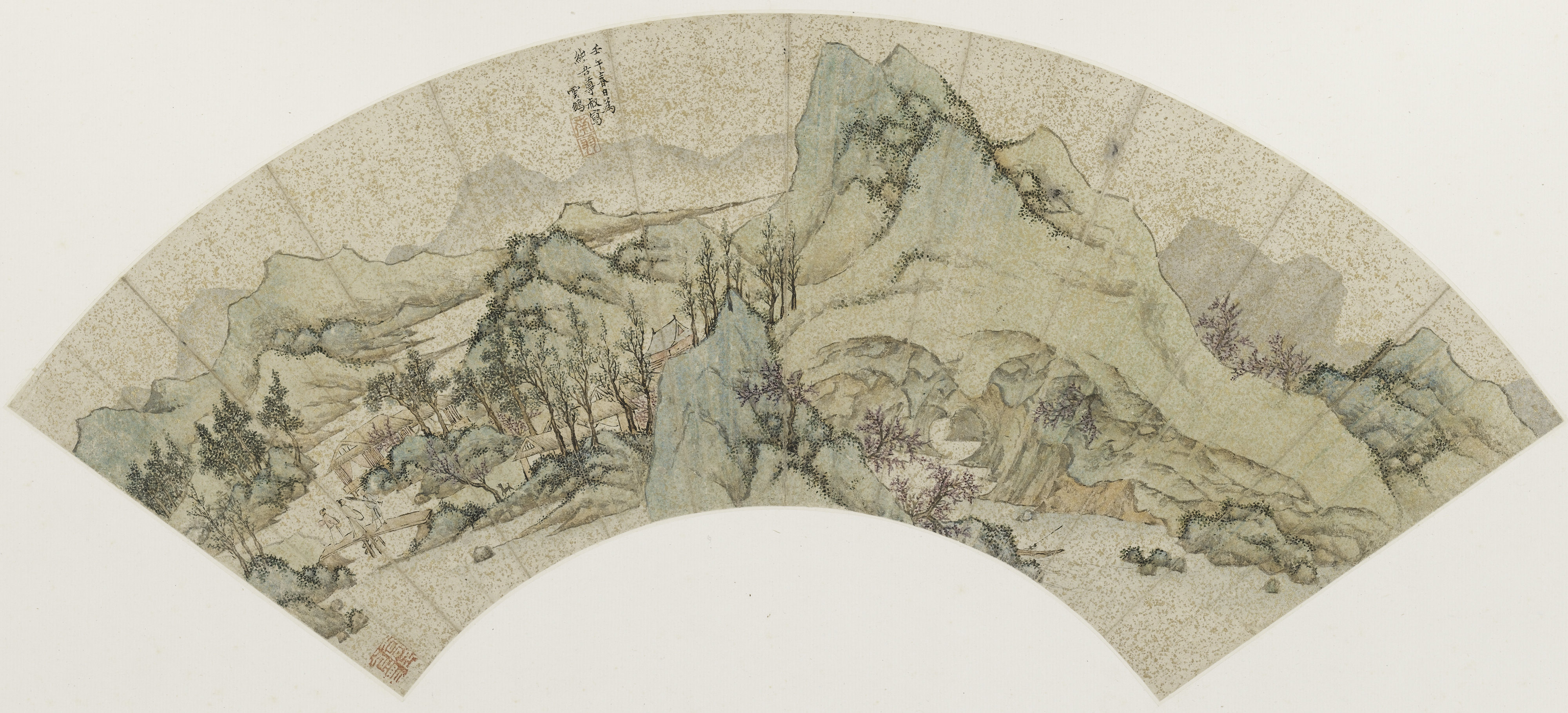
بهار شکوفه‌های هلو، نقاشی شده توسط دینگ یونپنگ، ۱۵۸۲